# Билијарске кугле
Билијарске кугле су специјално прављене кугле за игру билијар. Праве се од тврдих материјала са основном карактеристиком да не пуца приликом сударања са другом куглом. Број кугли, пречник и боја зависе од врсте игре.

## Историја
У почетку су билијарске куле прављене од камена касније од дрвета па и глине. Билијар и билијарска опрема се највише развијала у Француској да би се касније нагло ширили широм Европе. Због велике приступачности у Европи за материјал је касније почео да се користи кости од говеда., а слоновача је била најинтересантнија од 1627. године до почетка 20. века. До средине 19. века слонови су се ловили у алармантном броју, само због потражње за врхунском билијарском куглом. Највише до 8 билијарских кугли се могло направити од једне кљове слона. Тада се кренуло са проналажењем алтернативног решења. Проналазачи су стимулисани наградом од 10.000 долара (то би данас било око 170.000 долара) ако пронађу индустријски материјал погодан за прављење билијарских кугли. Иако није прва вештачка супстанца која се користила за куглу, Џон Весли Хајат је смислио и патентирао састав материјала 1869. године, тзв. нитроцелулозе за билијарске кугле. Ипак не постоје јасни докази да је и добио награду која је била обећана. До 1870. године је овај материјал комерцијализован под називом целулоид, као прва синтетичка пластика. Ипак, природа целулоида је велика нестабилност приликом производње, па, с обзиром да је изазивао и повремене експлозије, рано се одустало од овог изума.
Након тога, да би се избегао проблем целулоидне нестабилности, експериментисало са разним другим синтетичким материјалима за билијарске кугле, као што су бакелит, кристали и других пластичних једињења. Захтевност билијарске кугле данас се употпуњује пластичним материјалима који су отпорни на пуцање. Белгијска компанија Салуц под разним именима брендова производи кугле од фенолне смоле. Остали произвођачи производе од полиестера.

## Врсте
Постоји више типова билијарских кугле. Оне се могу поделити према врсти билијарске игре у којима се користе.

### Карамбол
У билијарским играма под називом карамбол обично се користе три (понекад и четири) кугле на столу без рупа. Сличне се користе у у Енглеском билијару на столу са рупама. Карамбол кугле нису нумерисане и пречника су 61-61.5mm. Дакле код карамбола постоје три кугле и то:
- Црвена кугла која је објектна (ретко се може наћи и као плава)
- Бела кугла за првог играча
- Бела кугла (понекад жута) за другог играча

### Интернационални билијар
Ово је најпознатија врста билијарске кугле и користи се за неколико различитих игара са 8 или 9 лопти и тд. Тако су игре и добиле имена као: осмица, деветка и тд. У Америци се за ове кугле подразумевају да су праве билијарске док се у Европи често каже да су америчке кугле. Тежина ових лопти може бити од 156 до 170 грама, са пречником 57,15 mm са могућношћу грешке до 0.127 mm. Лопте су обојене и нумерисане на следећи начин:
- 1. Жута
- 2. Плава
- 3. Црвена
- 4. Љубичаста
- 5. Наранџаста
- 6. Зелена
- 7. Браон
- 8. Црна
- 9. Жута и бела
- 10. Плава и бела
- 11. Црвена и бела
- 12. Љубичаста и бела
- 13. Наранџаста и бела
- 14. Зелена и бела
- 15. Браон и бела
- Без броја је беле боје

Уколико се игра игра пред телевизијским камерама могу се поједине лопте користити у мало другачијим бојама како би било лако видљиво гледаоцима крај ТВ апарата. Тако се уместо љубичасте користе розе како би се јасно разликовале од црне лопте.

### Снукер
У билијарској игри под називом снукер постоје 22 кугле и то:
- Црвених 15
- Жута 1
- Зелена 1
- Браон 1
- Плава 1
- Роза 1
- Црна 1

Пречник кугли за снукер је 52,5 mm са толеранцијом од 0,05 mm. Није дефинисана стандардна тежина саме кугле. Постоје варијанте ове игре, као у случају мањег стола могу се користити 10 црвених кугли уместо 15.

### Остале игре
Постоје још других врста игара које користе своје варијанте билијарских кугли. Игра "руска пирамида" користи 15 нумерисаних али белих лопти и једну црвену или жуту лопту, које могу бити веће и од билијар кугле за карамбол са пречником од 68 mm или 72 mm. Постоји и руско-финска игра са истим димензијама кугле.
Једна од познатијих игара је и Британски билијар који користи 15 објектних кугли које се деле на две групе црвених и жутих кугли. Ту постоје још једна црна кугла и једна бела.

### Кугле за тренинг
Постоји неколико различитих врста кугли за тренирање. Састав и конструкција ових лопти је идентична стандардним. Једина разлика је у самом изгледу где поседују одређене линије и дијаметре којима помажу играчима при извођењу сложенијих удараца као што су различите врсте спинова.